# Soc Al-Hamidiyye
El Soc o Mercat Al-Hamidiyye o Al-Hamidiyah (àrab: السوق الحميدي, as-Sūq al-Ḥamīdī, ‘Mercat de (Abd-al-)Hamid’, o سوق الحميدية, Sūq al-Ḥamīdiyya, ‘Mercat d'al-Hamidiyya’) és el soc més gran de Síria i el més cèntric de Damasc, situat dins la vella ciutat emmurallada, al costat de la Ciutadella. El soc té aproximadament 600 metres de llarg i 15 metres d'ample, i és cobert per un arc metàl·lic de 10 metres. El soc comença al carrer Al-Thawra i acaba a la plaça de la mesquita dels Omeies, i l'antic Temple romà de Júpiter està a 40 peus de la seva entrada.

## Història

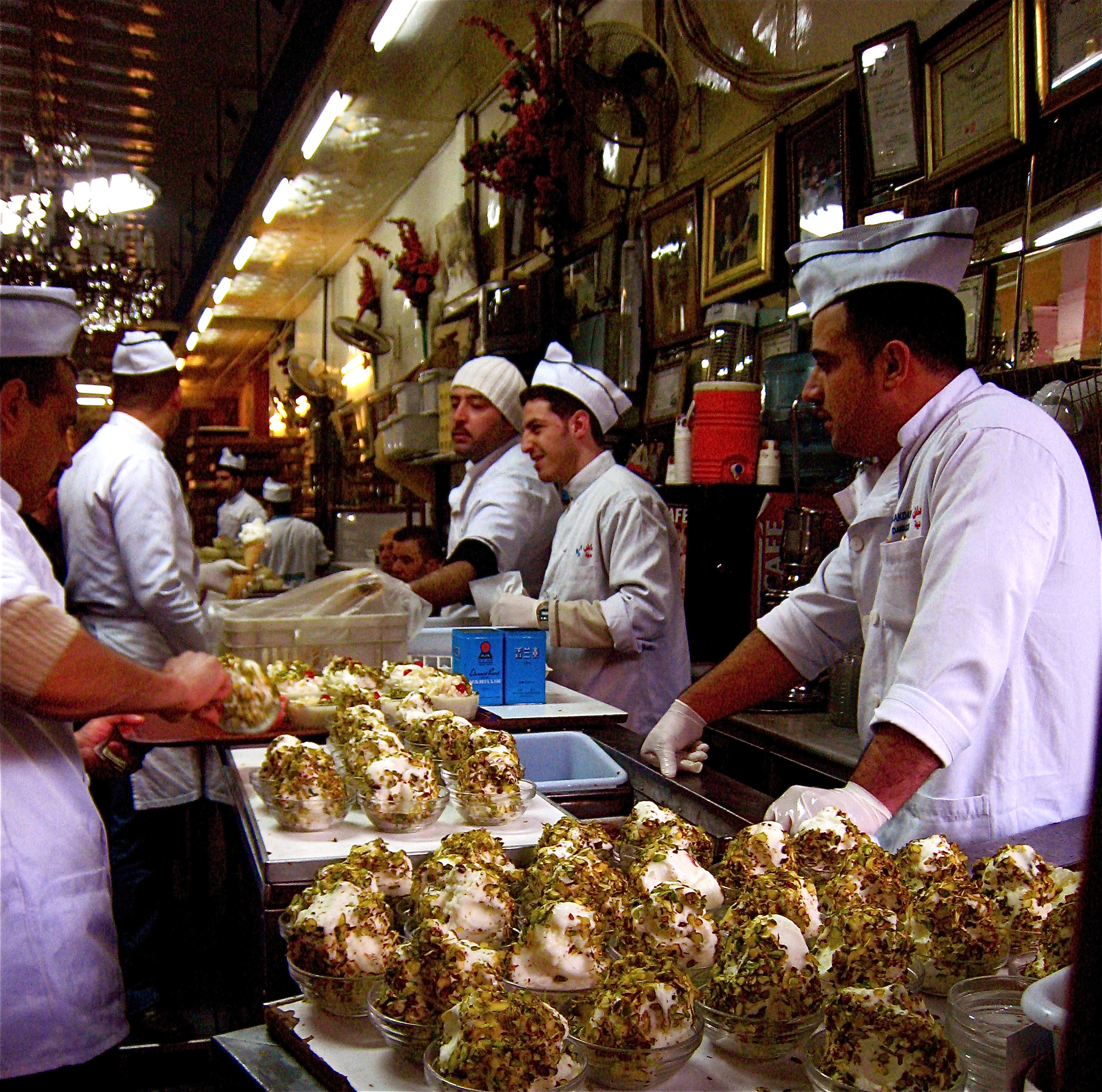
El Booza sirià en la botiga Bakdash

El soc és d'època otomana. Va ser construït al llarg de l'eix de la ruta romana al Temple de Jupiter, al voltant del 1780 durant el regnat de sultà Abdul Hamid I, i més tard durant el regnat de sultà Abdul Hamid II. Avui dia és un dels districtes de compres més popular a Síria, sent flanquejat amb centenars de grans botigues de roba, de manualitats, venda de joies i artesania tradicional, cafeteries, botigues de queviures i gelateries. Abans de l'actual Guerra Civil siriana, era una de les atraccions principals de Damasc i era visitat per molts estrangers incloent-hi europeus i àrabs del Golf, tot i així encara és una atracció popular entre locals i sirians.
Tot i que hi ha hagut molts enfrontaments violents al voltant Damasc i en alguns dels seu barris, el soc no ha estat afectat de cap manera per la guerra actual, tot i que manifestacions i protestes pacífiques han tingut lloc en el proper soc Medhat Pasha que s'estén més enllà del soc d'Al Hamidiyah.
Va ser un dels tresors mostrats en el documental del 2005 de la BBC Al voltant del Món en 80 Tresors presentat per Dan Cruickshank.